# Гарсия, Санти (испанский футболист)
Сантья́го Гарси́я Гонса́лес (исп. Santiago "Santi" García González; род. 29 августа 2001, Мадрид) — испанский футболист, полузащитник клуба «Жил Висенте».

## Клубная карьера
Гарсия — воспитанник клубов «Атлетико Мадрид» и «Триваль Вальдерас». В 2019 году он дебютировал за основной состав последних. В 2020 году Гарсия перешёл в «Хетафе», где начал выступать за дублирующий состав. 16 декабря 2021 года в поединке Кубка Испании против «Атлетико Балеарес» Санти дебютировал за основной состав. 20 августа 2023 года в матче против «Жироны» он дебютировал в Ла Лиге. 
Летом 2024 года Гарсия перешёл в португальский «Жил Висенте». 14 сентября в матче против «Фамаликана» он дебютировал в Сангриш лиге. 25 октября в поединке против «Санта-Клары» Санти забил свой первый гол за «Жил Висенте».